# Siala Gundi (Dolok)
Siala Gundi is een bestuurslaag in het regentschap Padang Lawas Utara van de provincie Noord-Sumatra, Indonesië. Siala Gundi telt 158 inwoners (volkstelling 2010).